# Oxypetalum schottii
Oxypetalum schottii är en oleanderväxtart som beskrevs av Eugène Pierre Nicolas Fournier.
Oxypetalum schottii ingår i släktet Oxypetalum och familjen oleanderväxter. Inga underarter finns listade i Catalogue of Life.